# بيت هاولاند
بيت هاولاند (بالإنجليزية: Bette Howland)‏ هي كاتِبة أمريكية، ولدت في 28 يناير 1937، وتوفيت في 13 ديسمبر 2017 بسبب خرف.